# Barracoon: The Story of the Last "Black Cargo"
Barracoon: The Story of the Last "Black Cargo" est une œuvre non romanesque de Zora Neale Hurston. Il est basé sur les entretiens qu'elle a eus en 1927 avec Oluale Kossola (également connu sous le nom de Cudjoe Lewis), qui était présumé être le dernier survivant du dernier navire négrier Clotilda à débarquer sur les côtes américaine. Deux femmes survivantes ont été reconnues par la suite, mais Cudjoe a continué d'être identifié comme la dernière personne vivante ayant des souvenirs clairs de la vie en Afrique avant le passage et l'esclavage,.
Hurston n'a pas pu trouver d'éditeur pour son manuscrit de son vivant, en partie parce qu'elle a préservé l'anglais vernaculaire de Cudjoe Lewis en le citant lors de leurs entretiens et en partie parce qu'elle a décrit l'implication d'autres Africains dans les aspects commerciaux de la traite atlantique des esclaves. Le manuscrit, qui se trouve dans la collection Alain Locke du Moorland-Spingarn Research Center de l'université Howard, est resté inédit jusqu'au XXIe siècle,. Des extraits ont été publiés pour la première fois dans Wrapped in Rainbows: The Life of Zora Neale Hurston, une biographie de Hurston publiée en 2003 par Valerie Boyd; le livre complet Barracoon a été publié en mai 2018.